# Robert Valdec
Robert Valdec, hrvatski istraživački novinar-slobodnjak i voditelj. 

## Životopis
Voditelj Istrage započeo je svoju karijeru 1994. pišući za gradsku rubriku Večernjeg lista odakle se prebacio na unutarnju politiku pa preko poznanstava došao na Bliski istok gdje se istaknuo kao ratni novinar. 
2001. prešao je u Jutarnji list kao urednik gradske rubrike kako bi bio s obitelji i suprugom Vesnom, ali već ujesen odlazi u Pakistan gdje upoznaje rusku novinarku Dariju Aslamovu s kojom se vjenčao 29. siječnja 2005. nakon što se sporazumno razveo krajem 2002.
U ožujku 2003. Valdec je protjeran iz Iraka nakon intervjua uživo s CNN-om koji bio izbačen iz Iraka tjedan dana ranije.
 Tjednik Globus objavio je članak optužujći Valdeca da je djelatnik francuske obavještajne službe što je on odlučno porekao.

## Televizijske uloge
- Zauvijek susjedi kao Reporter (2007.)

## Istraga
Kao voditelj Istrage svojim nastupom i izgledom savršeno se uklopio u temu emisije što mu je donijelo medijsku slavu iako on osobno smatra da bi glavne zasluge trebale ići autoru i producentu Andreju Rori.
Prijetnje smrću koje su počele stizati novinarima Istrage, u prvom redu Valdecu, nakon rekonstrukcija zločina iz Domovinskog rata uzbunile su međunarodne institucije koje su zatražile zaštitu.